# Mitsubishi Electric
Mitsubishi Electric Corporation (三菱電機株式会社,, Mitsubishi Denki Kabushiki gaisha) é uma empresa japonesa com sede em Tóquio, fabricante de equipamentos elétricos e arquitetônicos, bem como um grande produtor mundial de painéis fotovoltaicos. A empresa foi criada em 15 de janeiro de 1921.

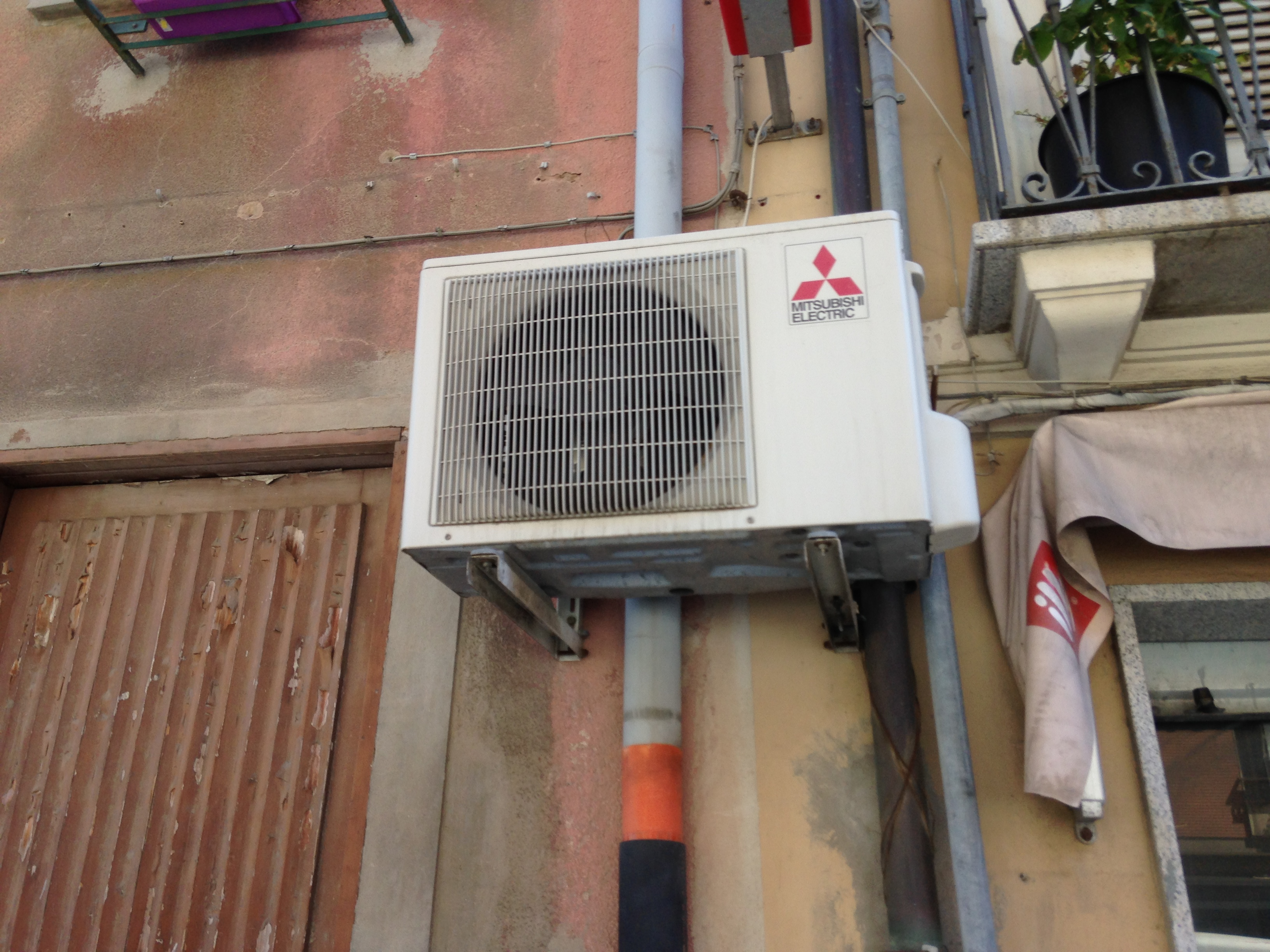
Ar condicionado da Mitsubishi Electric.

É uma das principais empresas do Grupo Mitsubishi. Nos Estados Unidos, os produtos são fabricados e vendidos pela Mitsubishi Electric e pela EUA Electronics, Inc., com sede em Cypress, Califórnia.